# Готальский
Готальский — хутор в Миллеровском районе Ростовской области. Входит в состав Колодезянского сельского поселения.

## География
На хуторе имеется одна улица: Готальского.

## История
Настоящее название хутор получил по фамилии лётчика Дмитрия Готальского, погибшего рядом с хутором во время Великой Отечественной войны.
Пионерская дружина Купянской школы (село Купянка, Богучарский район, Воронежская область) носила имя Дмитрия Готальского.

## Население
| 2010 |
| ---- |
| 16   |